# Harvinder Singh
Harvinder Singh (25 de febrero de 1991) es un deportista indio que compite en tiro con arco adaptado. Ganó dos medallas en los Juegos Paralímpicos de Verano, bronce en Tokio 2020 y oro en París 2024.

## Palmarés internacional
| Juegos Paralímpicos | Juegos Paralímpicos | Juegos Paralímpicos | Juegos Paralímpicos              |
| Año                 | Lugar               | Medalla             | Prueba                           |
| ------------------- | ------------------- | ------------------- | -------------------------------- |
| 2020                | Tokio (Japón)       | Medalla de bronce   | Recurvo individual clase abierta |
| 2024                | París (Francia)     | Medalla de oro      | Recurvo individual clase abierta |